# Football Milan Ladies
S.S.D. Football Milan Ladies – włoski klub piłki nożnej kobiet z siedzibą w Mediolanie.

## Historia
Chronologia nazw:
- 2013: S.S.D. Football Milan Ladies

Klub piłkarski S.S.D. Football Milan Ladies został założony w mieście Mediolan w 2013 roku na bazie klubu Atletico Milano Femminile. W sezonie 2013/14 startował w Serie C Lombardia. W następnym sezonie 2014/15 zwyciężył w Serie C Lombardia i awansował do Serie B. W sezonie 2015/16 zajął 9.miejsce w grupie A Serie B. Sezon 2016/17 zakończył na 11.pozycji w grupie C. W sezonie 2017/18 był trzecim w grupie B, dzięki czemu pozostał w Serie B w sezonie 2018/19 po skróceniu ligi z 48 do 12 drużyn.

## Sukcesy

### Trofea międzynarodowe
Nie uczestniczył w rozgrywkach europejskich (stan na 31-05-2018).

### Trofea krajowe
| \| \| Zdobyte trofea w rozgrywkach Włoch (stan na: 31-05-2018) \| |                                                          |      |                   |
| Rozgrywki                                                         | Osiągnięcie                                              | Razy | Sezon(y)          |
| Mistrzostwo                                                       | I miejsce                                                | 0    |                   |
| Mistrzostwo                                                       | II miejsce                                               | 0    |                   |
| Mistrzostwo                                                       | III miejsce                                              | 0    |                   |
| Puchar                                                            | zdobywca                                                 | 0    |                   |
| Puchar                                                            | finalista                                                | 0    |                   |
| Puchar                                                            | runda wstępna                                            | 2    | 2016/17, 2017/18  |
| Superpuchar                                                       | zdobywca                                                 | 0    |                   |
| Superpuchar                                                       | finalista                                                | 0    |                   |
| II liga                                                           | I miejsce                                                | 0    |                   |
| II liga                                                           | II miejsce                                               | 0    |                   |
| II liga                                                           | III miejsce                                              | 1    | 2017/18 (grupa B) |
| Włochy                                                            | Zdobyte trofea w rozgrywkach Włoch (stan na: 31-05-2018) |      |                   |

- Serie C (III poziom):
  - mistrz (1): 2014/15 (gr. Lombardia)

## Stadion
Klub rozgrywa swoje mecze domowe na stadionie Campo Comunale Atletico Milano w Mediolanie, który może pomieścić 1000 widzów.